# Гурьев, Александр Анатольевич
Алекса́ндр Анато́льевич Гу́рьев (род. 23 сентября 1957, Самара, РСФСР) — советский и российский режиссёр, художник-постановщик мультипликационных фильмов, член Союза Кинематографистов России (1992).

## Биография
В 1974—1980 годах учился во ВГИКе.
В 1982—1991 годах работал на киностудии «Союзмультфильм», сначала как художник-постановщик.
В 1990 году дебютировал как режиссёр.
В дальнейшем сотрудничал со студиями «Аргус», «Мосфильм».
Работает в рисованной анимации.
Член Союза Кинематографистов России с 1992 года.

## Фильмография

### Режиссёр
- 1990 — «Весёлая карусель» № 20 «Стекло»
- 1990 — «Весёлая карусель» № 21 «Однажды»
- 1990 — «Кот и Ко»
- 1991 — «По лунной дороге»
- 1991 — «Пипа и генерал-полковник»
- 1992 — «Леато и Феофан. Партия в покер/Игра в покер»
- 2008 — «Списки Уоллиса»
- 2009 — «Красные шапочки»
- 2011 — «Время травмы»
- 2013 — Путешествие Марко Поло, или как была открыта Америка (цикл «Современные сказки мира»)

## Призы и награды
- «Кот и Ко»[1]
  - Приз жюри фестиваля «Крок» (1991)
  - Приз Хиросимы на Международном фестивале в Японии (1992)
  - Первый приз и диплом фестиваля «Молодость» г. Киев (1992)
- «Красные шапочки»: Приз ОАО МТС — основного партнёра кинофестиваля — «Лучшая мобильная анимация» по мнению посетителей интернет-портала Омлет[2]
- «Путешествие Марко Поло, или как была открыта Америка» (цикл «Современные сказки мира») — Диплом в категории лучшее изобразительное решение[3]